# Stay (chanson de The Kid Laroi et Justin Bieber)
Pour les articles homonymes, voir Stay.
Singles par The Kid Laroi
All My Life
(2021)
Singles par Justin Bieber
Let It Go
(2021) Essence (remix)
(2021)
Stay est une chanson du chanteur et rappeur australien The Kid Laroi et du chanteur canadien Justin Bieber, sortie le 9 juillet 2021 en tant que single principal de la mixtape F*ck Love 3: Over You de The Kid Laroi.
La chanson atteint la 1re place du Billboard Hot 100, devenant le 8e no 1 pour Justin Bieber. Elle connaît également un succès international, atteignant la 1re place d'une vingtaine de pays.

## Genèse et sortie
The Kid Laroi a créé la chanson en compagnie des producteurs Blake Slatkin, Omer Fedi et Charlie Puth chez Slatkin. Puth a joué la mélodie de la chanson sur le clavier juste pour le plaisir, mais Laroi a fini par l'aimer et voulait l'obtenir dans le logiciel de production Avid Pro Tools pour l'utiliser pour créer une chanson. Selon lui, « c’était probablement la façon la plus organique de faire une chanson que j'ai jamais faite ». Laroi pensait que la voix de Justin Bieber "sonnerait parfait", et est allé au studio où Bieber enregistre. Ils ont fini d’enregistrer la chanson, mais Bieber ne savait pas si ses vocaux sonnaient bien ou non.
Le 20 septembre 2020, Laroi partage un fragment de la chanson lors d'un live sur Instagram, suivi d'un fragment plus long et de meilleure qualité qui a été visionné en direct par Rolling Loud le 29 octobre 2020. La participation de Justin Bieber à la chanson est révélée le 31 mai 2021. La chanson est diffusée entièrement sur un serveur Discord le 2 juin 2021.

## Crédits et personnel
Crédits adaptés depuis Tidal.
- The Kid Laroi – voix, écriture
- Justin Bieber – voix, écriture
- Cashmere Cat – production, écriture, claviers, programmeur
- Charlie Puth – production, écriture, claviers, programmeur
- Omer Fedi – production, écriture, basse, guitare, claviers, programmeur
- Blake Slatkin – production, écriture, basse, guitare, claviers, programmeur
- FnZ
  - Finatik – écriture
  - Zac – écriture
- Haan – écriture
- Heidi Wang – ingénieur
- John Hanes – ingénieur
- Serban Ghenea – mixage
- Chris Athens – masterisation
- Elijah Marrett-Hitch – enregistrement
- Josh Gudwin – masterisation, production vocale

## Charts hebdomadaires
| Classements (2021)                      | Meilleure position |
| --------------------------------------- | ------------------ |
| Allemagne (Media Control AG)            | 1                  |
| Australie (ARIA)                        | 1                  |
| Autriche (Ö3 Austria Top 40)            | 1                  |
| Belgique (Flandre Ultratop 50 Singles)  | 1                  |
| Belgique (Wallonie Ultratop 50 Singles) | 1                  |
| Canada (Hot 100)                        | 1                  |
| Croatie (HRT)                           | 6                  |
| Danemark (Tracklisten)                  | 1                  |
| Espagne (PROMUSICAE)                    | 11                 |
| États-Unis (Hot 100)                    | 1                  |
| Finlande (Suomen virallinen lista)      | 1                  |
| France (SNEP)                           | 3                  |
| France (Digital Songs)                  | 4                  |
| Grèce (IFPI)                            | 2                  |
| Hongrie (Rádiós Top 40)                 | 1                  |
| Hongrie (Single Top 40)                 | 3                  |
| Hongrie (Stream Top 40)                 | 1                  |
| Irlande (IRMA)                          | 2                  |
| Islande (Plötutíðindi)                  | 1                  |
| Inde (IMI)                              | 1                  |
| Israël (Media Forest)                   | 1                  |
| Italie (FIMI)                           | 3                  |
| Japon (Hot 100)                         | 10                 |
| Japon (Oricon Combined Singles)         | 11                 |
| Lettonie (EHR)                          | 1                  |
| Liban (OLT20)                           | 3                  |
| Lituanie (Agata)                        | 2                  |
| Norvège (VG-lista)                      | 1                  |
| Nouvelle-Zélande (RMNZ)                 | 1                  |
| Pays-Bas (Nederlandse Top 40)           | 1                  |
| Pays-Bas (Single Top 100)               | 1                  |
| Pologne (ZPAV)                          | 3                  |
| Portugal (AFP)                          | 3                  |
| Roumanie (Airplay 100)                  | 18                 |
| Royaume-Uni (UK Singles Chart)          | 2                  |
| Russie (Tophit Radio Top 100)           | 6                  |
| Slovaquie (IFPI Rádio)                  | 5                  |
| Slovaquie (IFPI Singles Digitál)        | 1                  |
| Suède (Sverigetopplistan)               | 1                  |
| Suisse (Schweizer Hitparade)            | 2                  |
| Tchéquie (IFPI Rádio)                   | 5                  |
| Tchéquie (IFPI Singles Digitál)         | 1                  |
| Ukraine (Tophit Radio Top 100)          | 44                 |

## Certifications
| Région | Certification | Ventes/Streams |
| --- | ------------- | -------------- |
| Allemagne (BM) | Or            | 200 000^       |
| Australie (ARIA) | Platine       | 210 000^       |
| Danemark (IFPI) | Platine       | 90 000^        |
| Espagne (PME) | Platine       | 40 000^        |
| États-Unis (RIAA) | Platine       | 2 000 000^     |
| Grèce (IFPI) | Or            | 1 000 000^     |
| Italie (FIMI) | Platine       | 140 000*       |
| Nouvelle-Zélande (RMNZ) | Platine       | 30 000*        |
| Portugal (AFP) | Platine       | 10 000x        |
| Royaume-Uni (BPI) | Platine       | 600 000^       |
| Suisse (IFPI) | Platine       | 20 000x        |
| *Ventes selon la certification ^Mise en rayon selon la certification xNon précisé par la certification ‡ventes/streaming selon la certification |               |                |

## Distinctions
| Année | Organisation           | Titre         | Résultat   | Ref.   |
| ----- | ---------------------- | ------------- | ---------- | ------ |
| 2021  | MTV Video Music Awards | Tube de l'été | Nomination | [ 58 ] |